# Mengjiang
Mengjiang (en Chino: 蒙疆, en Pinyin: Měngjiāng, Wade-Giles: Meng-chiang, Transcripción del sistema postal chino: Mengkiang), oficialmente denominado como Gobierno autónomo unido de Mengjiang, y colectivamente llamado como Estado mongol o Mongolia japonesa, fue un Estado títere creado por tropas de Japón en zonas septentrionales de la República de China el año 1936 y que existió hasta el fin de la Segunda Guerra Mundial. 
Mengjiang estaba compuesta por las antiguas provincias chinas de Chahar y Suiyuan que corresponden a la parte central de la Mongolia Interior contemporánea; Mengjiang fue llamada por los japoneses Mengkukuo o Mongokuo, una mezcla entre Manchukuo (otro estado títere anterior en China) y Mongkyo su nombre en japonés. El gobernante fue el aristócrata mongol Demchugdongrub, bajo control total de asesores militares nipones. La capital del gobierno era la localidad de Kalgan, actualmente Hohhot. Para enfatizar el nacionalismo mongol que presuntamente trataba de estimular Japón se estableció en Mengjiajng el nombre de era Genghiskhan (en conmemoración a Gengis Kan).
Aunque el objetivo de Japón, al permitir la creación de Mengjiang, era utilizar en su favor al nacionalismo mongol en detrimento de China, la población del estado estaba conformada en su mayoría por chinos de etnia han (aproximadamente el 80 %).

## Etimología
Mengjiang significa «territorios mongoles». Este nombre proviene del discurso de aceptación de presidencia realizado por Demchugdongrub:
«Para recuperar los territorios poseídos originalmente por los mongoles».

## Historia
Mengjiang fue fundado el 12 de mayo de 1936 por el Gobierno militar mongol bajo apoyo militar y logístico del japonés Ejército de Kwantung, luego fue renombrada en octubre de 1937 como Federación Autónoma Mongola. El 1 de septiembre de 1939 el gobierno títere de predominante etnia Han del Gobierno autónomo de Chahar meridional y del Gobierno autónomo de Shanxi del Norte se unieron formando el Gobierno Autónomo Unido de Mengjiang, aunque Japón impidió en la práctica que dicha entidad se proclamase como "estado mongol" según era el deseo de los líderes nativos. Los japoneses también prohibieron severamente que Mengjiang reclamase territorios a Manchukuo (otro estado títere de Japón) o a la República Popular de Mongolia, protegida por la Unión Soviética.
La capital fue establecida en Chan Pei cerca de Kalgan donde el gobierno títere controlaba la localidad de Hohhot. El 4 de agosto de 1941, Mengjiang, fue renombrada de nuevo llamándose Federación Autónoma Mongola.
Mengjiang desapareció en 1945, cuando después de haber declarado la guerra al gobierno japonés, fuerzas del Ejército Rojo de la Unión Soviética, junto al ejército mongol, invadieron Mengijang y Manchukuo. Al finalizar la Segunda Guerra Mundial, Mengjiang volvió a ser parte de la República de China, y poco después quedó bajo dominio de la actual República Popular China.

## Política

Bandera de Menjiang a partir de 1941.

Las principales instituciones políticas de Mengjiang eran la Familia real mongola, la Academia central japonesa de Kalgan (encargada de espionaje e inteligencia), la Dirección general de comunicaciones, el Banco de Mengjiang, la Jefatura militar mongola (de escaso poder ante los oficiales japoneses), así como el Ejército nacional de Mengjiang.
- Gobierno autónomo de Shanxi del Norte.
- Gobierno autónomo de Chahar meridional.
- Gobierno autónomo unido de Mengjiang.
- Consejo político autónomo de mongolia interior (Pailingmiao, Movimiento político Mongol)

### Personas Destacadas
- Demchugdongrub: Jefe de Estado nativo, Khungtayji (descendiente noble de la familia de Gengis Kan), también pertenece a la jefatura militar mongola.

- Kanji Tsuneoka: Consejero militar japonés, dirigió de la academia central en Kalgan, junto con los servicios secretos japoneses en el área.

- Toyonori Yamauchi: Consejero político del gobierno de Mengjiang, designado expresamente por el Gobierno de Tokio y bajo responsabilidad directa de este.

- Yoshio Kozuki: General que mandaba el Ejército de Mongolia.

- Ichiro Shichida: General que mandaba el Ejército de Guarnición de Mongolia.

- Gem Sugiyama: General auxiliar del Ejército de Guarnición de Mongolia.

- Hiroshi Nemoto: Comandante del ejército japonés de guarnición en Mongolia Interior.

- Shinichi Tanaka: Jefe de personal del ejército de guarnición en Mongolia Interior.

- Hideki Tōjō: Comandante de la 1.ª brigada mixta independiente, fuerza expedicionaria de Chahar.

- Kitsuju Ayabe: Coronel asignado a la operación del área de Chahar como oficial del Ejército de Kwantung.

- Hiroshi Nemoto: Comandante del Décimo Octavo Ejército (con el Estado Mayor en Kalgan).

- Torashiro Kawabe: Consejero del ejército en el área en algunos momentos.

- Señor de la guerra local, Li Shouxin, en la provincia de Chahar.

## Economía
Los japoneses establecieron el Banco de Mengjiang que imprimió su propia divisa sin experiencia anterior, la cual siguió el sistema de numeración anual de China (año Jiachen (甲辰年))
Los japoneses tenían intereses mineros creados en torno a Mengjiang. Como ejemplo, pusieron en producción la mina de hierro Hsuanhua-Lungyen con una reserva de 91.645.000 toneladas (1941); y examinaron las reservas del carbón del país, unas 504 millones de toneladas y una producción potencial de 202.000 de las toneladas (1934). El metal de hierro era exportado directamente a Japón. Al mismo tiempo los japoneses examinaron las reservas de carbón de Suiyuan (otro sector ocupado en Mengjiang) las cuales eran de 417 millones de toneladas y una extracción potencial de 58,000 toneladas en 1940 para futuras inversiones en la zona.
Otra preocupación de los japoneses fue asegurarse la movilización de recursos agrícolas y de mano de obra en Mengjiang; aprovechando el hecho que los clanes mongoles eran una minoría se estableció un monopolio japonés sobre el uso de los campos de pastoreo. También se desincentivó todo contacto cultural entre chinos y mongoles para así evitar la formación de un bloque unido de ambos pueblos contra Japón, de idéntica forma se promovió el uso intensivo del idioma japonés entre la juventud para estimular la subordinación de la población hacia los intereses nipones.

## Fuerzas Armadas

Situación de Mengjiang en el Pacífico (1939).

El Ejército Nacional de Mengjiang fue el ejército nativo reclutado por Japón en Mengjiang y no debe confundirse con el Ejército mongol. Las tropas nacionales de Mengjiang eran un grupo derivado de las fuerzas especiales del Ejército de Kwantung bajo comando directo japonés, que mantenía comandantes nativos en paralelo con los oficiales japoneses. La principal misión de las tropas nativas era en principio servir como auxiliares del Ejército de Kwantung.
Otra finalidad de este ejército era también ayudar a los japoneses contra un eventual ataque del ejército de la República Popular de Mongolia situada al norte de China, así como servir de fuerza de seguridad local destinada a reprimir violentamente a la población china, así como perseguir las actividades guerrilleras apoyadas por el Gobierno chino (que nunca reconoció la independencia de Mengjiang).
El ejército estaba formado principalmente por mongoles y, en menor proporción, por chinos de etnia han, todos dirigidos por oficiales profesionales japoneses (quienes predominaban incluso sobre la escasa oficialidad mongola). Los soldados estaban equipados con fusiles, carabinas, pistolas, unas pocas ametralladoras ligeras y medias, morteros y algunas piezas de artillería antiaérea. Fue organizado como fuerza móvil de caballería e infantería ligera para desempeñarse con poco apoyo de la artillería. Estas fuerzas carecían de vehículos blindados  y de aviones, de manera tal que todas las fuerzas nacionales de Mengjiang (al igual que las de la vecina Manchukuo) nunca pudiesen tener una potencia bélica similar a la del ejército regular japonés.

### Cuerpo de caballería Mongol (en diciembre de 1941)
- 1.ª División mongola de caballería.
- 2.ª División mongola de caballería.
- 3.ª División mongola de caballería.
- 4.ª División mongola de caballería.
- 5.ª División mongola de caballería.
- 6.ª División mongola de caballería.
- 7.ª División mongola de caballería.
- 8.ª División mongola de caballería.